# Kviteseid
Kviteseid är en kyrkby som utgör centralort och enda tätort i Kviteseids kommun i Telemark fylke i södra Norge. Orten ligger vid riksväg 41, vid norra änden av sjön Sundkilen. Här finns Kviteseids kyrka.

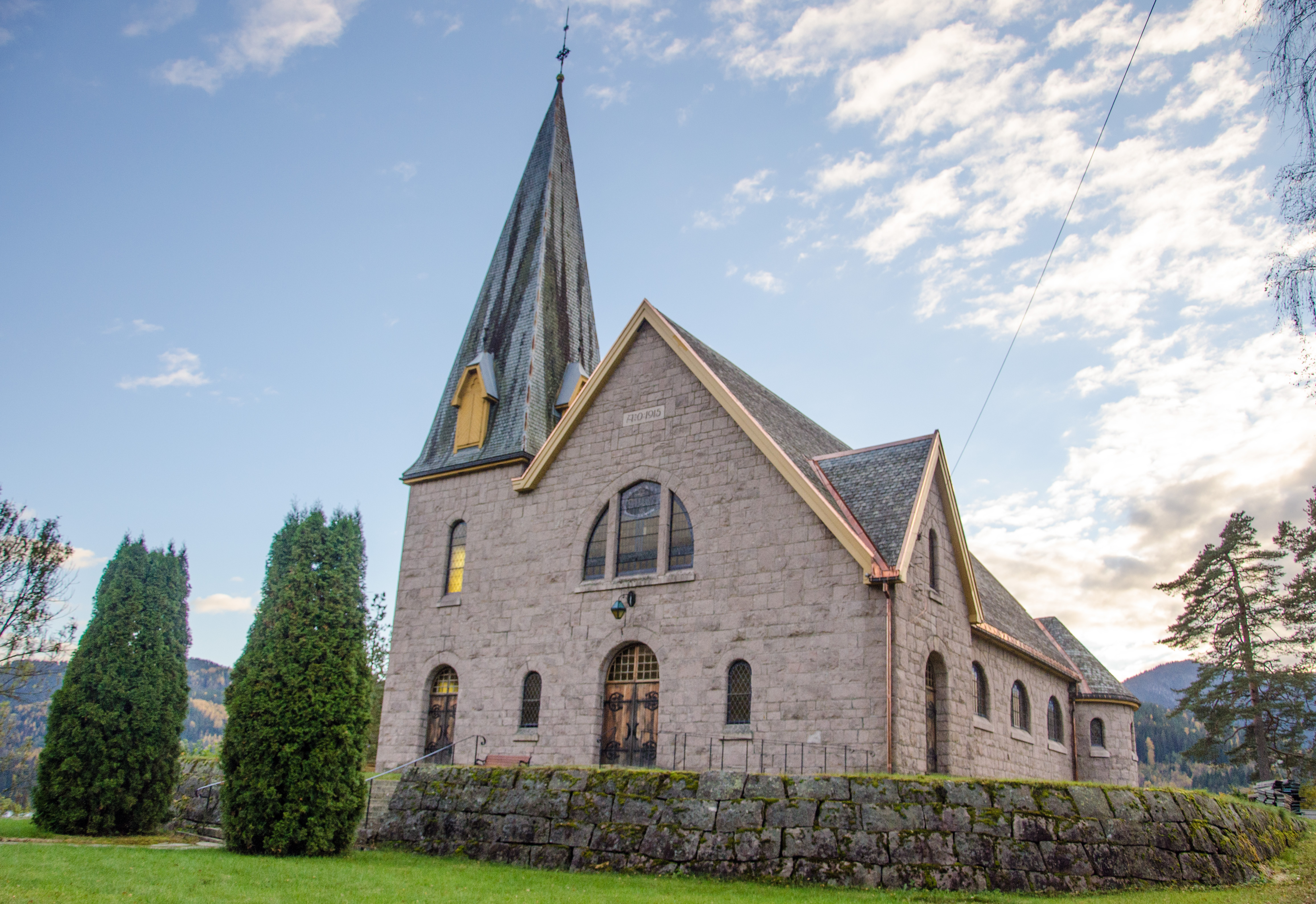
Kviteseids kyrka.